# Scelotes gronovii
Scelotes gronovii — вид сцинкоподібних ящірок родини сцинкових (Scincidae). Ендемік Південно-Африканської Республіки. Вид названий на честь нідерландського натураліста Лоренса Теодоруса Гроновіуса.

## Поширення і екологія
Scelotes gronovii мешкають на західному узбережжі Західнокапській провінції ПАР, зокрема на острові Дассен, не далі, ніж за 35 км від узбережжя. Вони живуть серед піщаних дюн і чагарників фінбошу.

## Збереження
МСОП класифікує стан збереження цього виду як близький до загрозливого. Scelotes gronovii загрожує знищення природного середовища.